# The Year's Best Science Fiction: First Annual Collection
The Year's Best Science Fiction: First Annual Collection este o antologie științifico-fantastică editată de Gardner Dozois care a fost publicată în 1984. Este primul volum din seria The Year's Best Science Fiction.

## Cuprins
- "Cicada Queen [Mechanist-Shapers]" de Bruce Sterling
- "Beyond the Dead Reef" de James Tiptree, Jr.
- "Slow-Birds" de Ian Watson
- "Vulcan’s Forge" de Poul Anderson
- "Man-Mountain Gentian" de Howard Waldrop
- "Hardfought" de Greg Bear
- "Manifest Destiny" de Joe Haldeman
- "Full Chicken Richness" de Avram Davidson
- "Multiples" de Robert Silverberg
- "Cryptic" de Jack McDevitt
- "The Sidon in the Mirror" de Connie Willis
- "Golden Gate" de R. A. Lafferty
- "Blind Shemmy" de Jack Dann
- "In the Islands" de Pat Murphy
- "Nunc Dimittis" de Tanith Lee
- "Blood Music" de Greg Bear
- "Her Furry Face" de Leigh Kennedy
- "Knight of Shallows" de Rand B. Lee
- "The Cat" de Gene Wolfe
- "The Monkey Treatment" de George R. R. Martin
- "Nearly Departed [Deadpan Allie]" de Pat Cadigan
- "Hearts Do Not in Eyes Shine" de John Kessel
- "Carrion Comfort" de Dan Simmons
- "Gemstone" de Vernor Vinge
- "Black Air" de Kim Stanley Robinson

## Vezi și
- 1984 în științifico-fantastic